# Ceraia vicina
Ceraia vicina är en insektsart som beskrevs av Lucien Chopard 1918. Ceraia vicina ingår i släktet Ceraia och familjen vårtbitare. Inga underarter finns listade i Catalogue of Life.